# Dagua
Dagua là một khu tự quản thuộc tỉnh Valle del Cauca, Colombia. Thủ phủ của khu tự quản Dagua đóng tại Dagua Khu tự quản Dagua có diện tích 940 ki lô mét vuông. Đến thời điểm ngày 28 tháng 5 năm 2005, khu tự quản Dagua có dân số 30964 người.